# باي جايم (بايثون)
باي جايم (بالإنجليزية: PyGame)‏ هي مكتبة برمجية متعددة المنصات للغة بايثون ومصممة لكتابة ألعاب الفيديو. حيث تشمل رسومات الحاسوب والمكتبات الصوتية المصممة لتستخدم في لغة برمجية بايثون. بنيت باستخدام مكتبة إس دي ال بهدف إتاحة تطوير الألعاب بالزمن الحقيقي بدون الحاجة للآلية منخفضة المستوى لحزمة برمجة لغة السي ومشتقاتها.
يستند هذا على افتراض أن معظم التوابع داخل الألعاب يمكن أن تستخلص من منطق اللعبة، ممايجعل من الممكن استخدام لغة برمجة عالية المستوى مثل البايثون لبناء اللعبة.

## باي جايم على أندرويد
يمكن لتطبيقات باي جايم العمل على هواتف أندرويد والهواتف اللوحية. الصوت والإهتزاز لوحة المفاتيح والتسارع مدعومة على أندرويد. ليس هناك طريقة لتشغيل تطبيقات باي جايم على هواتف أيفون. يوجد قيد أخر هو عدم وجود دعم اللمس المتعدد والذي يمنع استخدام أشياء مثل التكبير باستخدام اصبعين.

## وصلات خارجية
- باي جايم على موقع Open Hub (الإنجليزية)
- الموقع الرسمي.